# Свино
Свино (словен. Svino) — мале поселення біля м. Кобарід  в общині Кобарід, Регіон Горишка, Словенія. Висота над рівнем моря: 284,8 м.